# Spirito Benedetto Nicolis di Robilant
Spirito Benedetto Nicolis di Robilant (Torino, 4 giugno 1724 – Torino, 1º maggio 1801) è stato un ingegnere e mineralogista italiano.
In servizio nel Corpo Reale di Artiglieria dal 1742 e ispettore delle miniere fino al 1770, fu in seguito comandante del Corpo del Genio. Nel 1749 venne inviato nell'Europa nord-orientale per compiere un'indagine intorno alle miniere e agli impianti metallurgici. Dal 1762 al 1796 fu alla Scuola di Metallurgia ed al Laboratorio di Chimica di Torino.
Autore di varie opere sulla metallurgia, offrì un importante apporto alla costruzione di apparati e macchine provvisorie. Fra i suoi lavori, De l'utilité et de l'importance des voyages, et des courses dans son propre pays (1790) e i sei volumi manoscritti dei Viaggi nelle miniere di Alemagna, con una raccolta di tutti li disegni (1788).